# Rkia Derham
Rkia Derham, née en 1978 à Las Palmas (Espagne) , est une femme politique marocaine d'origine sahraouie, membre de l'Union socialiste des forces populaires (USFP). Elle est issue de la tribu Sbouya, de la confédération tribale des Aït Baamrane.

## Biographie

### Études
Diplômée de l'Institut international des études supérieures au Maroc (IIHEM), elle prépare avant sa nomination ministérielle de 2017 un master en gestion d'entreprises au Royaume-Uni.

### Carrière politique
Elle est élue députée à la Chambre des représentants lors des élections législatives de 2011 comme candidate USFP, devenant par la suite vice-présidente de la commission des affaires étrangères. Elle participe à plusieurs forums et conférences économiques internationales.
Le 5 avril 2017, elle est nommée secrétaire d'État chargée du Commerce extérieur dans le gouvernement El Othmani.